# Алитак (гидроаэропорт)
Гидроаэропорт Алитак (англ. Alitak Seaplane Base), (ИАТА: ALZ, FAA LID: ALZ) — частный гражданский гидроаэропорт, расположенный в городе Лэйзи-Бэй (Аляска), США. Аэропорт находится в частной собственности управляющей компании Columbia Ward Fisheries..
Деятельность гидроаэропорта субсидируется за счёт средств Федеральной программы США Essential Air Service (EAS) по обеспечению воздушного сообщения между небольшими населёнными пунктами страны.

## Операционная деятельность
Гидроаэропорт Алитак расположен на уровне моря и эксплуатирует одну взлётно-посадочную полосу для гидросамолётов:
- NE/SW размерами 3048 х 305 метров[1]

За период с 31 декабря 2006 года по 31 декабря 2007 года Гидроаэропорт Алитак обработал 50 операций взлётов и посадок самолётов (4 операции ежемесячно), все рейсы в данном периоде представляли собой услуги аэротакси.